# Francesco Grisi (scrittore)
Francesco Grisi (Vittorio Veneto, 9 maggio 1927 – Todi, 4 aprile 1999) è stato uno scrittore, critico letterario e giornalista italiano.

## Biografia
Nato da una famiglia calabrese originaria di Cutro (KR), si laureò all'Università di Roma in Lettere, Filosofia e Pedagogia con Ugo Spirito e intraprese la carriera di insegnante e di critico letterario.
A Roma insegnò al Liceo classico "Giulio Cesare", poi all'università, come assistente di Giacomo Debenedetti e come docente di psicologia, per concludere la sua carriera alla Scuola di specializzazione per Ufficiali dei Carabinieri.
Accanto all'attività di insegnante svolse quella di scrittore e critico letterario; organizzò convegni, dibattiti e collaborò con la Rai e con giornali e riviste: La Fiera Letteraria, Momento Sera, Il Popolo, Nuova Antologia, Il Ragguaglio Librario, Il sestante letterario di Corrado Govoni, Il Giornale d'Italia, Il Borghese e Il Secolo d'Italia. Diresse anche le riviste Intervento, Contenuti, Persona e Ragionamenti.
Fu autore di saggi, antologie e manuali di letteratura come Incontro con i contemporanei, Almanacco della terza pagina (con Walter Mauro) e Avventura del personaggio.
Nel 1986 si classificò terzo al Premio Strega con A futura memoria, un romanzo-confessione scritto in quasi cinque anni, che fu presentato da Giulio Andreotti e Fausto Gianfranceschi. Seguirono, nel 1991, il romanzo autobiografico Maria e il vecchio e, nel 1993, La poltrona nel Tevere, un romanzo-poesia incentrato sul rapimento di un eminente uomo politico.
Fece parte anche degli Amici della Domenica, la giuria del Premio Strega, dal 1968 al 1999.

### Sindacato Libero Scrittori Italiani (1970)

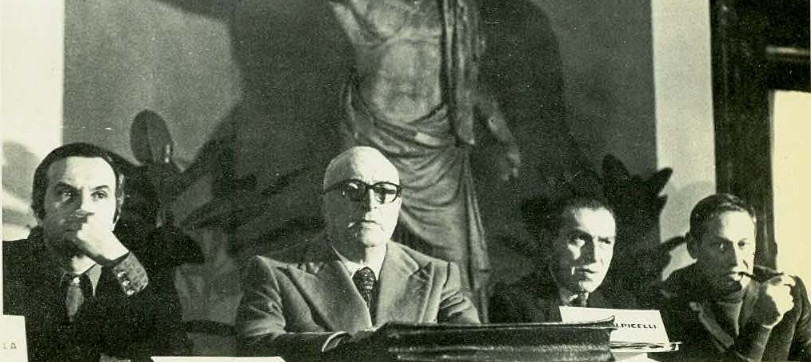
Francesco Grisi (da destra), Luigi Volpicelli, Dino Del Bo e Maurizio Liverani durante un convegno del S.L.S.I. nel 1975

Nel 1970 fondò il Sindacato Libero Scrittori Italiani, con Antonio Barolini, Marcello Camilucci e Paolo Marletta, in polemica con l'impostazione gramsciana e cattocomunista del Sindacato Nazionale Scrittori.
Nel Sindacato Libero Scrittori Italiani, Grisi rivestì la carica di segretario generale fino al 1999.

### Politica
Già segretario del ministro Dino Del Bo, nel 1970 aderì al «1º Congresso per la difesa della cultura – Intellettuali per la libertà» e, nel novembre 1975, alla «Costituente di destra» di Giorgio Almirante.
Nel 1980, con il Centro Intellettuali Liberi, di cui è stato presidente, si impegnò in difesa degli scrittori del «dissenso» (tra cui gli esuli romeni) e sostenne varie iniziative di Civiltà Cristiana e Alleanza Cattolica.
Nel 1995 fu tra i fondatori di Alleanza Nazionale, partito politico nato peraltro nella sede del Sindacato Libero Scrittori Italiani. All'interno della nuova formazione si mostrò fortemente critico nei confronti della svolta liberale e fu un sostenitore della centralità in politica della cultura.
Morì, a Todi, nel 1999.

## Onorificenze e riconoscimenti
- 1975 - Premio Simpatia[36]
- 1990 - Premio "Castiglioncello" per I crepuscolari.
- 1991 - Premio Internazionale di Narrativa "Città di Penne - Europa" per Maria e il vecchio.[37]
- 1998 - Diploma di benemerito da parte della Società Dante Alighieri.
- 1998 - Premio speciale per la sua benemerita attività di scrittore e di operatore culturale dalla Giuria del Premio Palmi, presieduta da Walter Pedullà.
- 1999 - Premio "Luciano Cirri".[16]
- Premio "Fontane di Roma".[38]
- A Francesco Grisi è stato dedicato un Centro Studi e Ricerche a San Lorenzo del Vallo, diretto da Pierfranco Bruni.

## Opere
(elenco parziale)

### Poesia
- Dopo tutto un bel gioco questa vita: poesie, Roma, Serarcangeli, 1995.

### Narrativa
- Si tratta di una rosa, Milano, Ceschina, 1970.
- Cronaca di una distrazione, Milano, Ceschina, 1972.
- A futura memoria, Roma, Newton Compton Editori, 1986.
- Maria e il vecchio, Roma, Rusconi, 1991, ISBN 978-88-18-06072-0.
- La poltrona nel Tevere, Roma, Rusconi, 1993, ISBN 978-88-18-06099-7.
- Il diario di Ponzio Pilato, prefazione di Mario Bernardi Guardi, Chieti, Solfanelli, 1993.

### Saggistica
- Incontri in libreria, Milano, Ceschina, 1961.
- Incontri critici: la letteratura italiana contemporanea, Roma, Ausonia, 1964.
- Incontri e occasioni, Milano, Ceschina, 1965.
- Avventura del personaggio, Milano, Ceschina, 1968.
- La protesta di Iacopone da Todi, Roma, Trevi, 1969.
- Incontro con i contemporanei, con appendice datario comparativo delle lettere e delle arti italiane e straniere a cura di Carlo Martini, Milano, Edizioni Scolastiche Mondadori, 1970.
- I sigari di Brissago, Milano, Bietti, 1972.
- La penna e la clessidra, Roma, Giovanni Volpe Editore, 1980.
- Il Natale, storia e leggenda, Roma, Newton Compton Editori, 1988, ISBN 978-88-8183-890-5.
- Dialogo sui protagonisti del secolo, con Fausto Gianfranceschi, Roma, Lucarini, 1989, ISBN 978-88-7033-366-4.
- Gli applausi dureranno nei secoli, Palermo, ILA Palma, 1991.
- Scrittori cristiani: volenti o nolenti, Casale Monferrato, Piemme Edizioni, 1995, ISBN 978-88-384-2409-0.
- Giuseppe Mazzini nella storia e nelle speranze degli italiani, Milano, Rusconi, 1995, ISBN 978-88-18-23042-0.
- Storia dei carabinieri: imprese, battaglie, uomini e protagonisti: i due secoli della benemerita al servizio della gente, Casale Monferrato, Piemme Edizioni, 1996, ISBN 978-88-384-2552-3.

## Programmi radiofonici RAI
- 1964 - Orientamenti critici: La componente sociale nel romanzo contemporaneo, Terzo Programma; Bibliografie ragionate: La letteratura della Resistenza, Terzo Programma; Bellosguardo: Il libro straniero, Poesie di Giorgio Sèferis, con Walter Mauro, Programma Nazionale.
- 1965 - La rotta del sole: I. Dal Mediterraneo all'Atlantico, II. Dal vecchio Continente al Rio de la Plata, III. Dalla baia di Guanabara al Mato Grosso, Secondo Programma.
- 1966 - Motivi natalizi nella narrativa italiana contemporanea, Terzo Programma; Prospettive politiche e problemi della collettività italiana in Italia, Programma Nazionale; Bombay, Secondo Programma; I mille volti di Singapore, Secondo Programma; L'attualità del teatro di Rosso di San Secondo, Secondo Programma.
- 1967 - Racconti di Daniel, Rete Tre.
- 1969 - Il cavallino di bronzo o della pazienza, Terzo Programma.
- 1970 - Università internazionale Guglielmo Marconi (Roma). Ernesto Buonaiuti: pellegrino di Roma, Terzo Programma.
- 1971 - L'arte popolare nella tradizione del Presepio, Programma Nazionale; La prima grande guerra e la letteratura, Programma Nazionale; A Bagdad non più favolosa, Terzo Programma; Bagdad tra favola e realtà, Terzo Programma.
- 1981 - I giorni (tre puntate), Radio Due.
- 1982 - Giovanni Gigliozzi presenta La carta parlante (due puntate), con Paola Masino, Elena Clementelli, Carlo Castellaneta, ecc., Radio Uno.

## Curiosità
- È stato un insegnante, al liceo classico, del Presidente della Repubblica Sergio Mattarella.[39]